# 코로나19 백신

나라별 백신 승인 상태에 따른 지도
일반 사용 승인, 대량 백신 접종 진행 중
긴급사용승인 (또는 이에 준하는) 허가, 대량 백신 접종 진행 중
긴급사용승인 허가, 제한된 예방 접종 진행 중
일반용으로 승인, 대량 예방 접종 계획이 있음
긴급사용승인 허가, 대량 예방 접종 계획이 있음
긴급사용승인 보류 중

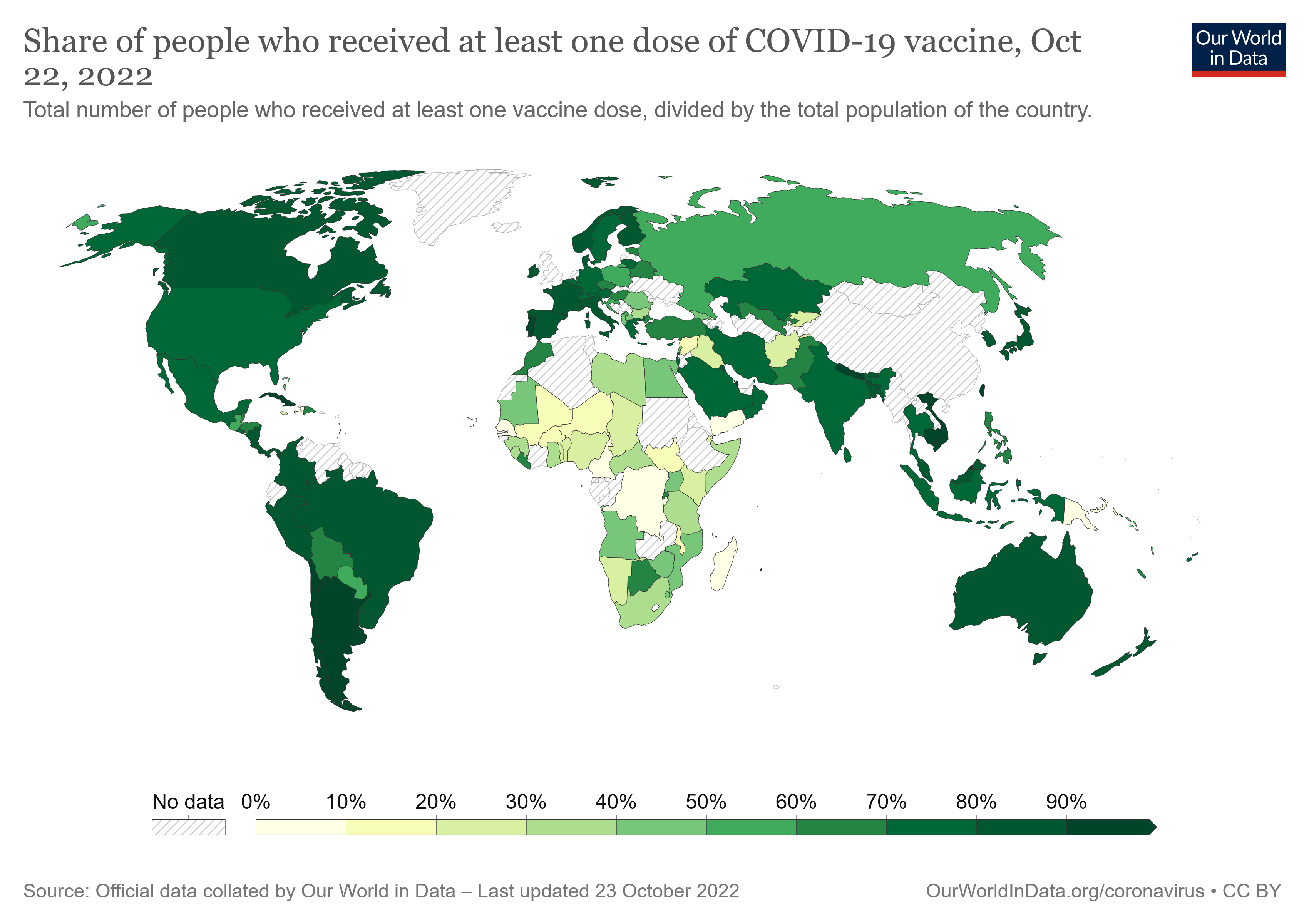
나라별 코로나19 백신 접종률을 보여주는 지도

코로나19 백신(COVID-19 vaccine)은 코로나바이러스감염증-19에 대해 후천 면역을 갖추게 하는 것을 목적으로 개발된 백신이다. 코로나바이러스감염증-19 이전에도 중증급성호흡기증후군(SARS)와 중동호흡기증후군(MERS) 등의 코로나바이러스에 대한 백신을 개발하는 과정을 통해 얻은 정보를 토대로 여러 가지 접근법을 이용하여 백신을 개발하고 있다.
2021년 4월 현재 13종의 백신이 최소 한 개 이상의 나라의 보건 당국에서 사용이 허가되었다. RNA 백신 2종(화이자-바이온텍과 모더나), 비활성화 백신 5종(시노팜, 코백신, 시노백, WIBP-CorV, 코비박), 바이러스 벡터 백신 4종(스푸트니크 V, 옥스퍼드-아스트라제네카, 얀센, 캔시노), 재조합 백신 2종(에피박코로나, ZF2001)이다.
이론적으로 대부분의 백신은 면역 반응을 이끌어내어 이론적으로 SARS-CoV-2의 스파이크 단백질에 대한 항체를 생성하는 역할을 한다. 여기에는 mRNA 백신, 아데노 바이러스를 전달체로 이용한 벡터 백신, SARS-CoV-2을 비활성화 시켜 주입하는 사백신이 있다. SARS-CoV-2에 대한 인체의 면역 반응에는 체액 면역과 세포 매개 면역 반응 두 가지가 있다.
2021년 3월을 기준으로 308종의 백신 후보 물질이 개발 중이며, 73종이 임상연구 중에 있으며 24종이 1상, 33종이 1-2상, 16종이 3상 시험중에 있다.

## 배경
코로나19의 백신은 대유행에도 불구하고 인간을 위한 코로나 바이러스 백신은 개발되어 있지 않았으며, 또 감염병에 대한 백신의 개발은 상당히 많은 시간이 소요되는 것이 보통이었다. 그러나, 동물을 위한 코로나 바이러스 백신은 생산된 적이 있었다. 이는 새, 개, 고양이들에게 전염되는 기관지 지병과 관련된 코로나 바이러스를 대상으로 한 백신이었다. 인간사이에 전염이 가능한 감염병인 사스(SARS)와 메르스(MERS)를 위한 백신의 개발을 위한 프로젝트들은 진행되고 있었고, 동물 시험단계에 있었다.

## 개발
많은 단체에서 SARS-CoV-2에 대한 백신을 개발하기 위해 공개된 게놈을 사용하고 있다. 이 중 많은 백신이 3차 임상에서 효능을 보여줬으며 몇몇 국가로부터 경우 긴급 사용 허가를 받은 상태이다.

## 논란
코로나19 백신 접종으로 주입되는 SARS-CoV-2 바이러스의 스파이크 단백질 등으로 생성된 항체가 신체 각부위에 염증을 일으킨다는 연구 결과로 접종 프로그램 자체를 취소해야 한다는 지적이 있다.

### 스푸트니크 V

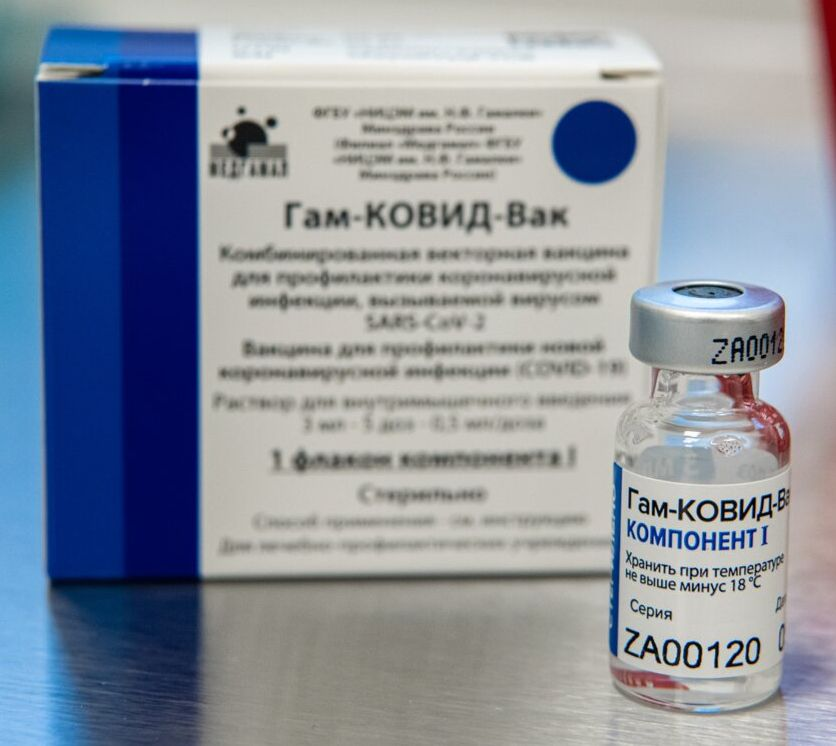
스푸트니크 V 백신의 모습

Gam-COVID-Vac(러시아어: Гам-КОВИД-Вак), 또는 별명 스푸트니크 V(러시아어: Спутник V)는 코로나19 백신 후보이다.
가말레야 국립 전염병 및 미생물학 센터에서 개발했으며 러시아 보건부에 의해 2020년 8월 11일 러시아에 등록되었다. 2020년 8월 8일 기준으로, 이 백신 후보에 대한 호평인 과학 보고서가 발표되지 않았다. 러시아 정부 관계자들은 최소 20개국이 러시아 백신 접종에 관심이 있다고 주장했다. 러시아 직접 투자 기금에 따르면 러시아는 이들 국가로부터 10억 회 이상의 백신 구매에 대한 예비 입찰을 받았으며 5개국에서 연간 5억 회 이상의 용량을 생산할 수 있을 것이라고 한다.

### mRNA-1273

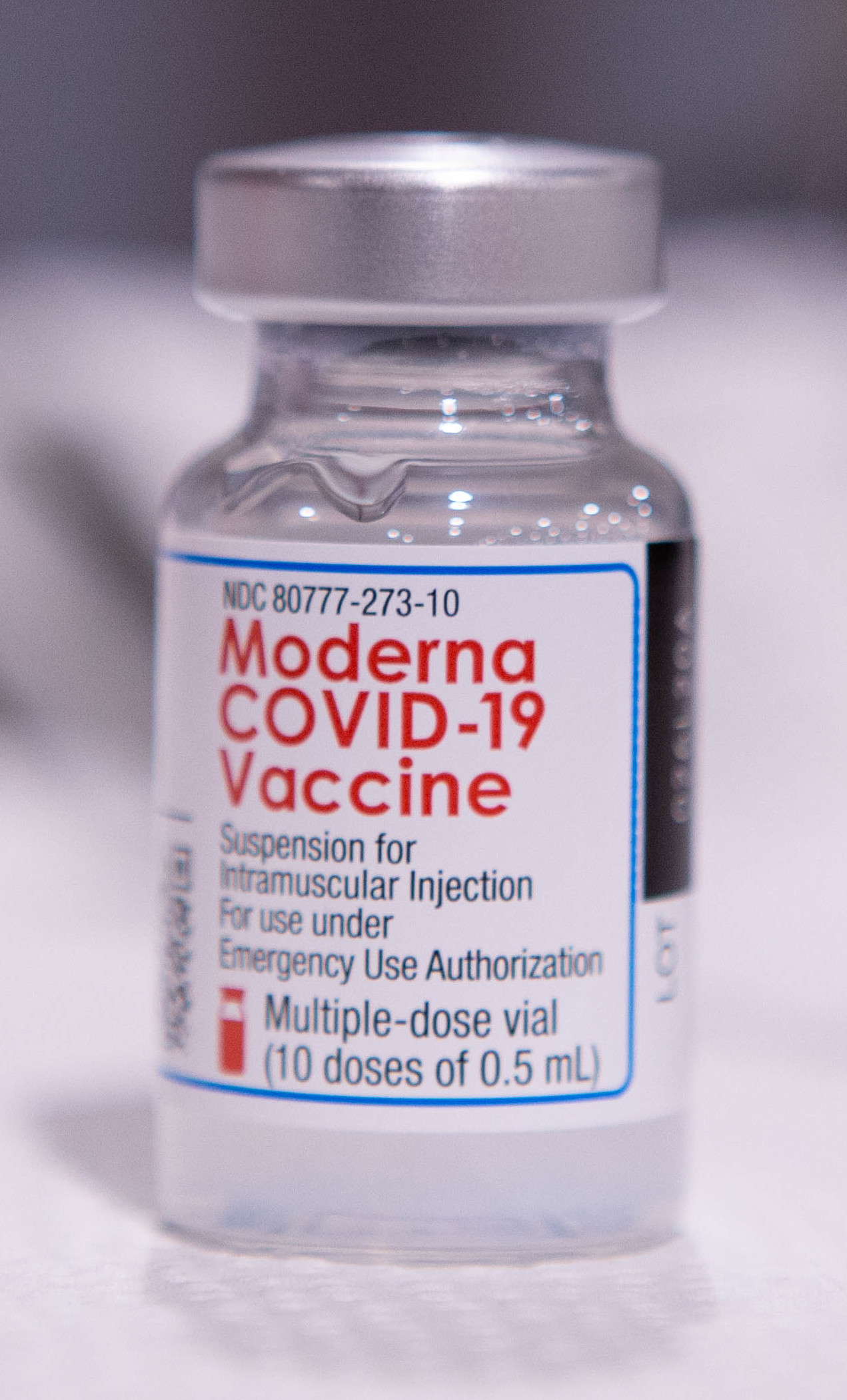
mRNA-1273 백신

모더나 백신이라고도 불리는 mRNA-1273은 미국 백신 개발사인 모더나와 미국 국립 보건원(NIH) 산하 미국 국립 알레르기·전염병 연구소(NIAID)가 함께 개발했다.
MRNA 백신은 1회분만 접종받아도 효과가 나타나는 장점이 있다. 모더나의 mRNA-1273 백신은 1차 접종 후 14일부터 효과가 나타나기 시작하며 2차 접종 후 6개월에 걸쳐 그 효과가 완만하게 감소한다.
2020년 3월 1상 임상시험을 시작하며 개발 중인 mRNA-1273가 10개월 뒤 임상 1상 데이터 완료 후 임상 2상에 들어갈 계획이다. 현재 모든 백신 후보 중에서 개발속도가 가장 빠르다. 임상 1상에서는 18세~55세 건강한 성인 남녀 45명을 대상으로 한다. 이들은 28일 간격으로 두 번 백신을 맞는다.
2020년 3월 16일, 모더나는 홈페이지를 통해 코로나19 바이러스에 대한 백신 후보물질 mRNA-1273가 인체를 대상으로 처음 투약됐다고 밝혔다. 지난 1월 21일 코로나19 백신 개발을 선언한 지 3개월이 채 안 되는 시점이다. 현재까지 공개된 코로나19 백신중 임상시험 단계에 진입한 후보는 mRNA-1273가 처음이다.
2020년 3월 23일, 모더나는 백신 mRNA-1273이 올 가을에 비상 상황에서 쓸 수 있을 것이라고 발표했다. 일선 의료진을 위해 올 가을부터 긴급 접종하고 내년 봄에는 일반 대중의 예방 접종이 가능할 것이란 설명이다.
2020년 5월 말 모더나 백신은 ADE기전 (항체유발감염강화, 폐렴발생) 이 올 가능성이 높은 상태임이 보고되었다. 중화항체는 45명중 8명만 중화항체가 생성되었다고 한다.
2020년 11월 30일, 모더나는 자사 백신이 3상 임상에서 94.1%의 예방효과를 보였다고 밝혔다.

### BBIBP-CorV

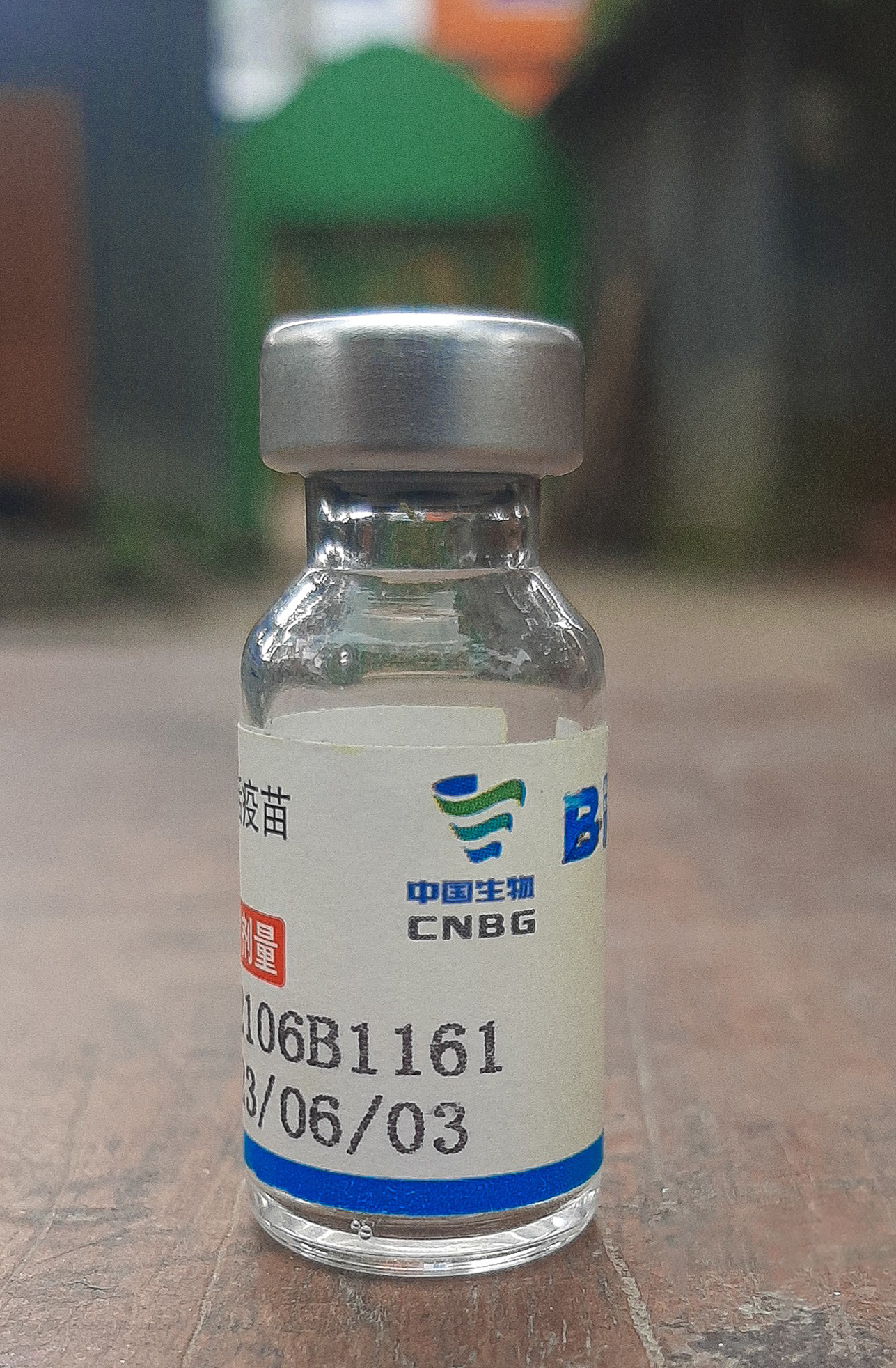
BBIBP-CorV 백신

시노팜이 개발한 BBIBP-CorV는 불활성화백신(사백신)이다. 중국 국영 제약회사인 '중국의약집단'(시노팜)의 자회사인 '중국생물기술집단'(CNBG)은 최대 3년 동안 코로나19 발병을 막아주는 백신을 개발했다고 밝혔다. CNBG는 2020년 4월 완공된 베이징 백신 생산시설이 정부로부터 생산 자격증을 얻었으며 당장 가동 가능한 상태라고 발표했다. 베이징생물제품연구소의 불활성화 백신 연간 생산량은 1억 2천만 개, 우한생물제품연구소의 불활성화 백신 연간 생산량은 1억 개에 달할 것으로 예측했다.
사백신(inactivated virus)은 말 그대로 ‘죽은 바이러스’를 활용한다. 바이러스는 단백질 껍데기 안에 유전물질(DNA 또는 RNA)을 담고 있는 단순한 구조이다. 사백신은 포름알데히드 같은 화학물질이나 열을 이용해 바이러스 내부에 있는 유전자를 깨부수고 단백질 옷만 남긴 형태이다. 약독화 백신(생백신)과 달리 체내에서 자기복제를 하지 않는다. 대표적으로 독감 예방용 백신이 이런 방식으로 만들어진다. 코로나19 유행 초기, 전문가들은 사백신에 큰 기대를 걸지 않았다. 대량생산을 하려면 긴 시간과 큰 자본이 투입되어야 하기 때문에 ‘지금처럼 긴급한’ 시기에는 맞지 않는다는 판단이었다. 예상을 깨고 중국 연구팀들은 이 기술을 택해 코로나19 백신을 개발하였다. 시노팜은 3상 임상 결과에서 이 백신이 79.34%의 예방효과를 보였다고 밝혔다.

### AZD1222

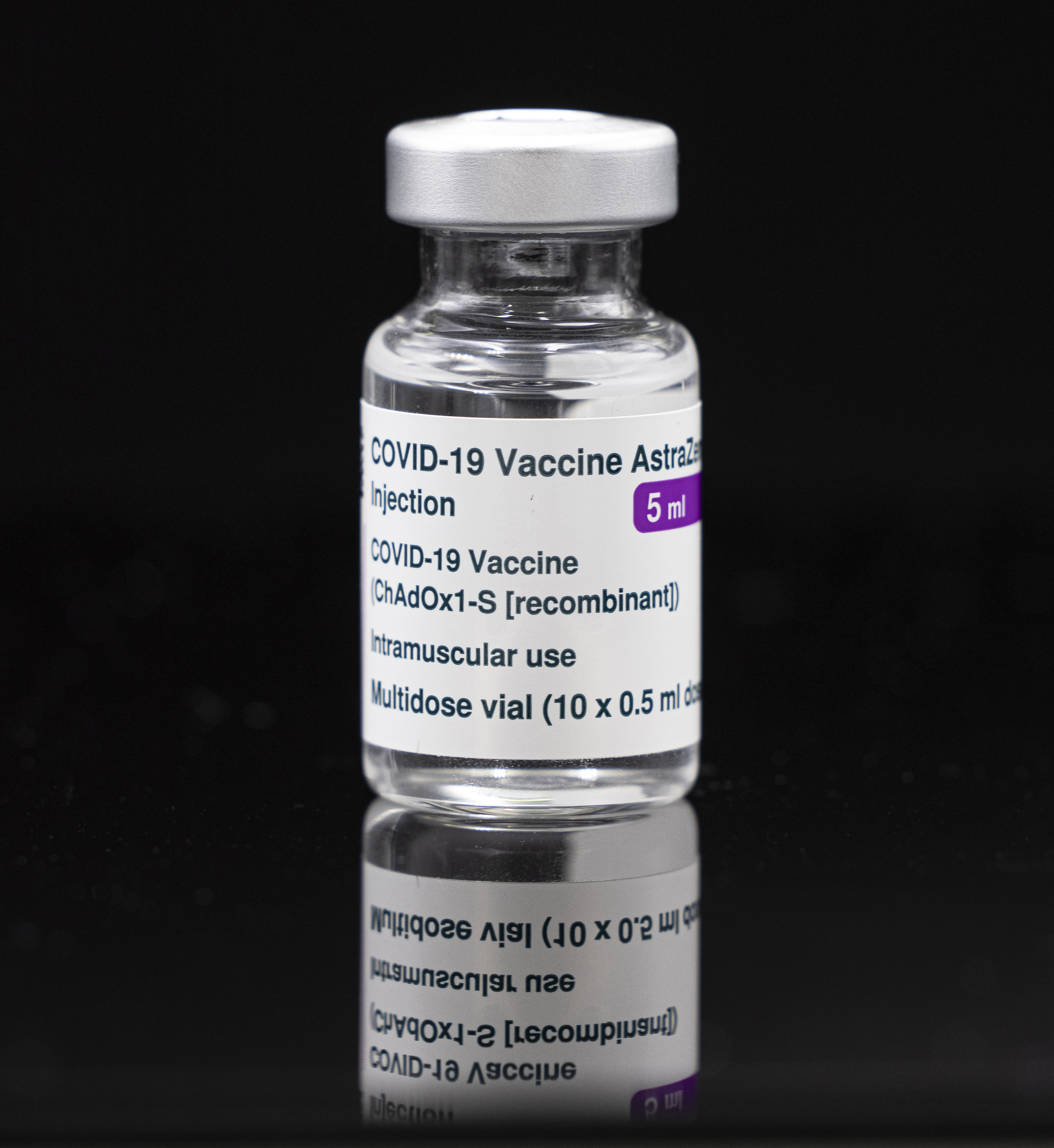
AZD1222 백신

아스트라제네카 백신이라고도 하는 AZD1222는 영국 옥스퍼드대와 스웨덴에 위치한 영국계 다국적 제약회사 아스트라제네카가 공동으로 개발하였다. 영국 옥스퍼드 대학교 제너 연구소에서 개발했으며 아데노바이러스 벡터(ChAdOx1)를 이용해 전달된 코로나19 유전자는 체내에서 스파이크 단백질을 발현해 면역반응을 일으킨다.

### JNJ-78436735

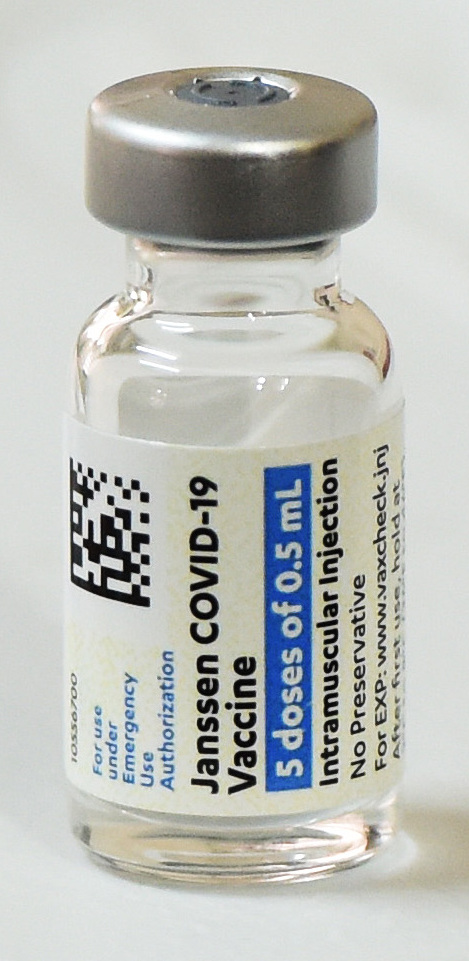
JMJ-78436735 백신

JNJ-78436735는 존슨앤존슨의 계열사 얀센제약이 개발했다. 아데노바이러스 벡터(ChAdOx1)를 이용해 전달된 코로나19 유전자는 체내에서 스파이크 단백질을 발현해 면역반응을 일으키는 원리로 항체를 생성하며 2회 접종해야 하는 다른 백신과 달리 1회만 접종해도 되는 특징이 있다.

### BNT162b2

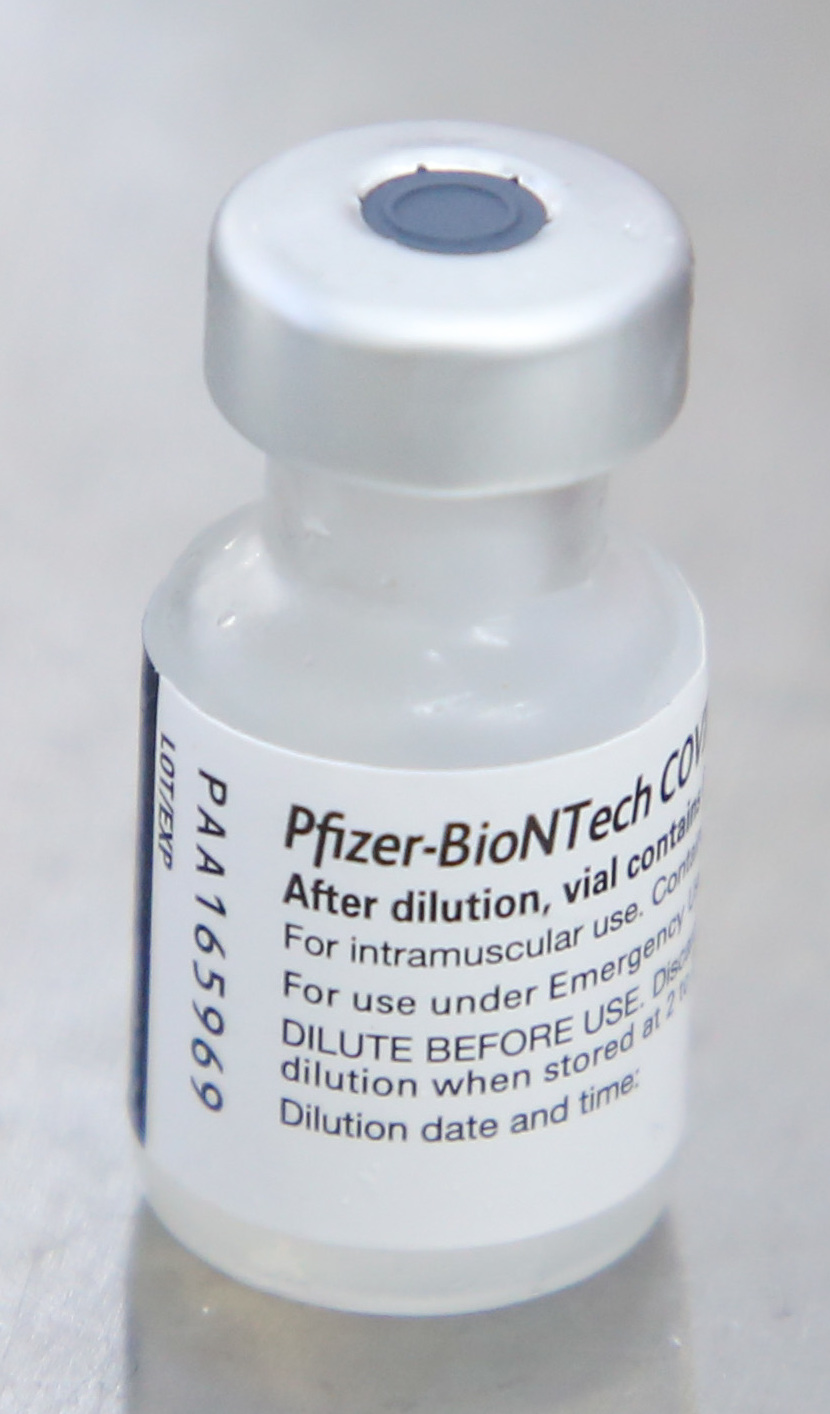
BNT162b2 백신

화이자-바이온텍 백신 또는 화이자 백신이라고도 하는 BNT162b2는 화이자와 바이온텍이 공동 개발한 백신으로 mRNA 방식으로 개발되었다. BNT162b2라고도 부르며, 영하 70도 콜드체인에서 보관해야 품질 유지가 가능하다.

### Ad5-nCoV
Ad5-nCoV는 중국 캔시노 바이오로직스에서 개발했다. RNA 백신(mRNA-1273)이 아니라 DNA 백신(INO-4800, Ad5-nCov 등)이다. 중국 백신 개발 전문 기업인 칸시노는 중국 군사과학원 군사의학연구원 바이오공학 연구원과 함께 백신을 개발했다.
2020년 3월 24일, 중국은 코로나19 진원지인 우한 지역 18~60세 주민 108명을 대상으로 백신접종을 한 다음 14일간 격리 관찰에 들어갔다. 중국 임상시험 등록센터에 따르면 이번 임상시험은 군사과학원 산하 군사의학연구원 생물공학연구소와 캉시눠(康希諾)생물주식회사가 주관했다. 임상시험을 통해 백신의 안전성과 유효성을 평가할 계획이다. 백신 프로젝트 책임자는 군사의학연구원 천웨이(陳薇) 소장(54)이다. 2014년 세계 최초로 에볼라 백신을 만든 천웨이(陳薇) 중국 공정원 원사와 연구진이 고안한 신종 코로나바이러스 감염증(코로나19) 백신이 임상시험 허가를 받았다. 천웨이 중국 인민해방군 소장(한국의 준장)은 1966년생으로 여성 생물학 박사이다.
6월 25일, 캔시노 백신을 중국군에 1년 동안 접종하는 것을 중국 정부가 승인했다. 코로나19 백신 후보 물질이 군대용으로 사용 허가를 받은 것은 이번이 세계최초이다. 1상, 2상 임상시험 결과가 안정적이어서, 군대 사용을 승인했다.
2021년 2월 25일 중국 당국은 이 백신에 대한 사용을 승인한 바 있다.
Ad5-nCoV는 원래 에볼라 백신으로 개발된 물질이다.

## 한국의 백신 개발

### INO-4800
이노비오의 백신 INO-4800(DNA백신)은 전세계 백신개발 업체 중 개발속도가 가장 빠른 축이다. 특히 약 1종만 투약하면 예방과 치료를 모두 할 수 있도록 개발중이다. 미국 나스닥 상장사인 이노비오는 한국계 미국인 과학자 조셉 김 박사(51)가 1979년에 세운 미국 바이오기업이다. 암, 전염병의 예방과 치료를 위한 DNA 백신과 치료제를 개발하고 있다. 미국 FDA는 과거 메르스 DNA백신 개발에 성공한 것을 바탕으로 이노비오의 코로나19 백신 동물 독성시험을 면제했다. INO-4800의 임상시험은 4월 6일 미국에서 시작되었는데, 이는 전세계에서 가장 빠른 편이다.
2020년 4월 16일, 국제백신연구소(IVI)는 전염병대비혁신연합(CEPI)이 미국 이노비오에 코로나 19 백신 후보물질(INO-4800)의 한국 임상시험에 대해 690 만 달러(약 84억원)의 연구비를 제공했다. IVI는 한국에 본부를 둔 백신개발 국제기구이다.

### GX-19N
제넥신은 기존 코로나19 백신 2상 중 변이에 대응할 수 있는 능력을 갖추기 위해 GX-19N(DNA백신)을 새로 개발해 임상시험을 진행하고 있다.
2021년 3월 2일 제넥신은 임상 2a상을 진행하고 지난달 26일 첫 대상자 투여를 완료했다고 밝혔다.
제넥신은 자궁경부암 백신 개발시 사용한 플랫폼 기술을 이용해 코로나19 후보백신을 제작하고 있는데, 개발 난이도가 낮아 신속 개발이 가능하고 단기간내 대량생산·활용이 가능하다는 평가다.
제넥신은 현재 55세 이상 85세 이하 고령층 대상으로 추가 임상 1상도 진행하고 있다. 2a상 중간분석 결과를 토대로 국내와 해외에서 동시에 대규모 임상을 진행한 후 긴급사용 승인을 신청할 계획이다.

### GLS-5310
진원생명과학은 DNA백신 GLS-5310에 대해서 2020년 12월 4일 1/2a상 계획을 식약처에서 허가받았다. 현재 건강한 성인 45명을 대상으로 1상을 진행 중이며, 남아공 변이에 대응하는지 평가하기 위한 동물실험도 하고 있다.

### SK바이오사이언스
SK바이오사이언스는 재조합 백신(합성항원방식) NBP2001 및  GBP510을 2021년말~2022년초 사용을 목표로 개발중이다. 한편 SK바이오사이언스는 합성항원방식의 코로나백신 GBP510에 GSK(글락소스미스클라인)의 면역증강제(adjuvant) AS03을 함께 사용한다.

### 셀리드
셀리드(celid)는 바이러스 벡터 백신 AdCLD-CoV19를 개발중이다.

### 유바이오로직스
유바이오로직스는 합성항원방식의 코로나19 백신 후보물질 유코백-19(EuCorVac-19)을 개발하고 있다.

## 배포와 접종
2021년 5월 17일 기준으로, 'Our World in Data'에서 수집한 각 국가 보건기관의 공식 보고서에 따르면 세계 인구 대비 약 9%가 백신을 접종받았다.
이들 국가 중 2021년 6월 3일 기준 영국, 캐나다, 미국, 몽골, 칠레 등의 국가들은 백신접종 50%대를 넘어서면서 집단면역(herd immunity)을 위한 필요조건으로 여겨지는 70%대 진입에 보다 근접하고있다.

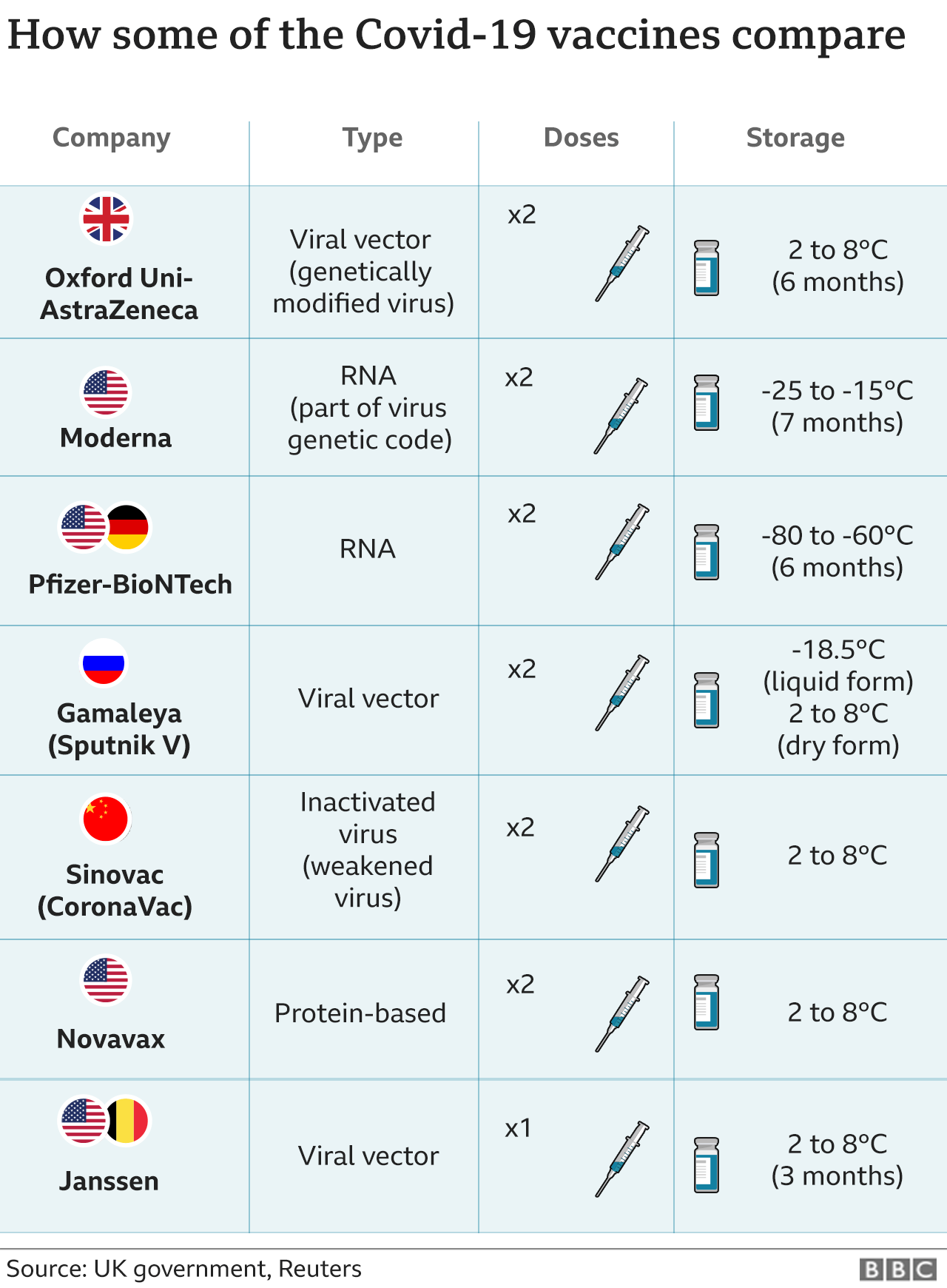
여러 가지 백신에 대한 정보

## 백신별 예방률
| 개발국가     | 백신이름                              | 예방률      |
| ------------ | ------------------------------------- | ----------- |
| 프랑스, 영국 | 사노피-GSK 코로나19 백신              | 95.0 ~ 100% |
| 프랑스       | 발네바 코로나19 백신                  | 89.8 ~ 100% |
| 베트남       | 나노코박스 코로나19 백신              | 96.5%       |
| 대만         | UB-612 코로나19 백신                  | 95.65%      |
| 미국, 독일   | 화이자-바이온텍 코로나19 백신         | 95.0%       |
| 미국         | 모더나 코로나19 백신                  | 94.1%       |
| 이란         | 코비란 바레캇 코로나19 백신           | 93.5%       |
| 쿠바         | 압달라 코로나19 백신                  | 92.28%      |
| 러시아       | 스푸트니크 V 코로나19 백신            | 91.6%       |
| 쿠바         | 소베라나 02 코로나19 백신             | 91.2%       |
| 미국         | 노바백스 코로나19 백신                | 90.4%       |
| 대만         | MVC 코로나19 백신                     | 90.4%       |
| 인도         | 바이오로지칼 E 코로나19 백신          | 90.0%       |
| 중국         | ZF2001 코로나19 백신                  | 81.76%      |
| 러시아       | 코비박 코로나19 백신                  | 80.0%       |
| 러시아       | 스푸트니크 라이트 코로나19 백신       | 79.4%       |
| 중국         | 시노팜 BBIBP-CorV 코로나19 백신       | 79.34%      |
| 러시아       | 에피박코로나 코로나19 백신            | 79.0%       |
| 인도         | 코백신 코로나19 백신                  | 77.8%       |
| 쿠바         | 소베라나 01 코로나19 백신             | 75.7%       |
| 중국         | 시노팜 WIBP-CorV 코로나19 백신        | 72.8%       |
| 영국         | 옥스퍼드-아스트라제네카 코로나19 백신 | 70.4%       |
| 중국         | SCB-2019 코로나19 백신                | 67.2%       |
| 미국, 벨기에 | 존슨앤존슨 얀센 코로나19 백신         | 66.9%       |
| 인도         | ZyCoV-D 카딜라 코로나19 백신          | 66.6%       |
| 중국         | 칸시노 코로나19 백신                  | 65.7%       |
| 중국         | 시노백 코로나19 백신                  | 50.38%      |
| 독일         | 큐어백 코로나19 백신                  | 48.0%       |
| 대한민국     | GBP510 코로나19 백신                  | 효능평가중  |

## 같이 보기
- 코로나19 치료제 개발
- 추가 접종
- 코로나19 백신에 대한 잘못된 정보와 기피 현상